# Casas de Juan Núñez
Casas de Juan Núñez község Spanyolországban, Albacete tartományban. Lakosainak száma 1361 fő (2024).

## Földrajza
Casas de Juan Núñez Valdeganga, Jorquera, Villavaliente, Pozo-Lorente, Higueruela és Chinchilla de Monte-Aragón községekkel határos.

## Népesség
A település lakosságának változását az alábbi diagram mutatja:
| Lakosok száma | 1254 | 1304 | 1358 | 1420 | 1461 | 1372 | 1318 | 1307 | 1361 | 1361 |
|               | 2001 | 2004 | 2006 | 2009 | 2011 | 2014 | 2016 | 2019 | 2021 | 2024 |